# Hypsicera brevicornis
Hypsicera brevicornis är en stekelart som beskrevs av Setsuya Momoi och Kusigemati 1970. Hypsicera brevicornis ingår i släktet Hypsicera och familjen brokparasitsteklar. Inga underarter finns listade i Catalogue of Life.